# Åsa Anderberg Strollo

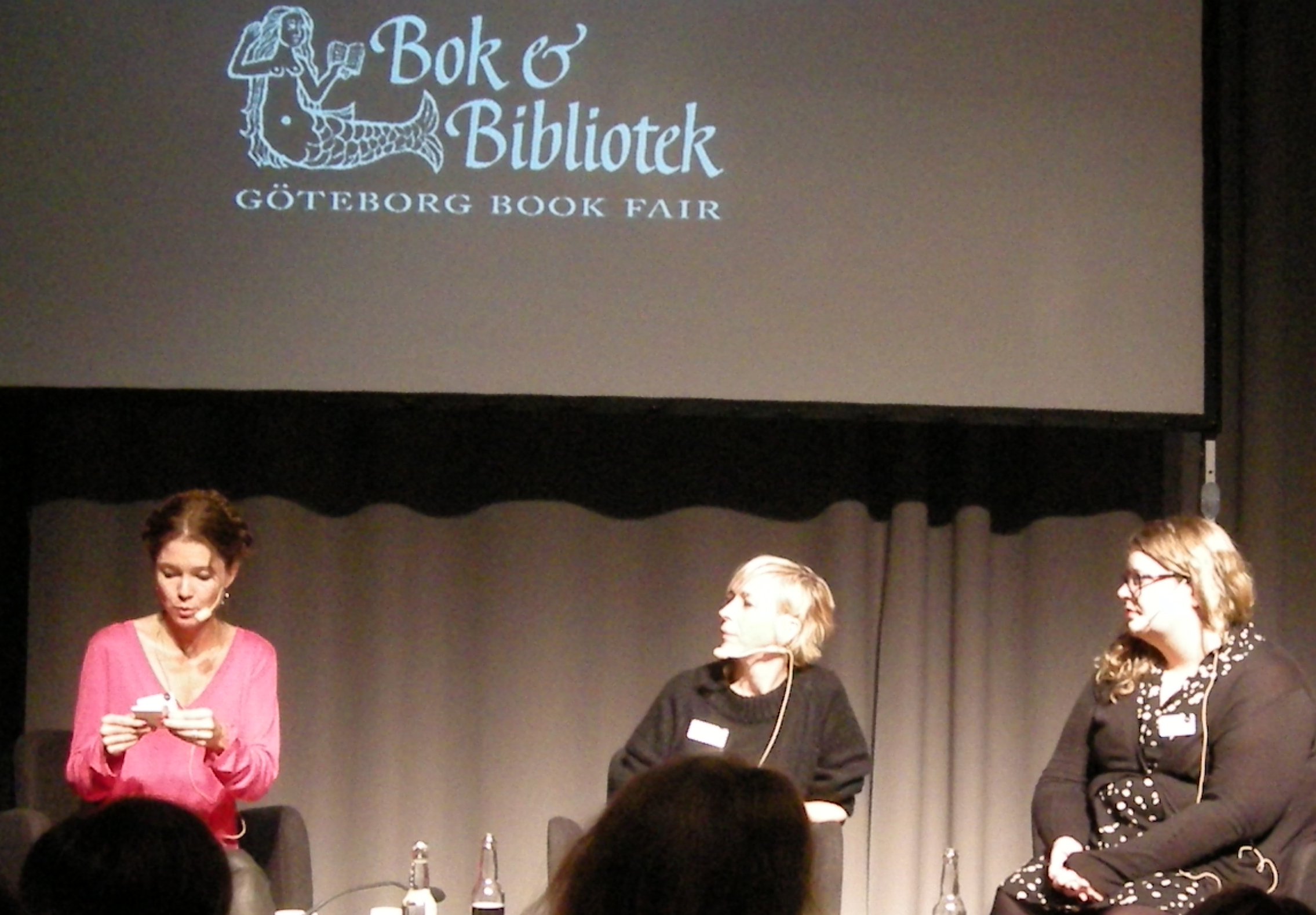
Med Jenny Jägerfeld och Sara Ohlsson på Bokmässan i Göteborg 2012.

Åsa Anderberg Strollo, född 5 maj 1973 i Bjärred i Skåne, är en svensk författare och dramatiker. Hon skriver böcker för barn och ungdomar.

## Biografi
Åsa Anderberg Strollo har gått Nordens Folkhögskola Biskops-Arnö 1998–2000, arbetat på SVT (Rederiet) Strix samt skrivit manus till långfilmen Smådeckarna. Hon har tillbringat många vintrar i Karnataka, Indien, och bor nu i Stockholm med man och barn. 

### Författarskap
Åsa Anderberg Strollo debuterade 2007 med boken Bryta om (Alfabeta bokförlag) som blev nominerad till Augustpriset, Slangbellan och vann Stora Läsarpriset. Filmbolag S/S Fladen Film köpte filmoption, och boken gick till nytryck senast 2017. År 2009 kom Blod och 2011 Hoppas på Gilla Böcker Förlag. Hoppas vann Spårhunden 2011. Året därpå medverkade Anderberg Strollo i novellsamlingen Het (Gilla Böcker 2012). 2015 kom skräckromanen Svart sommar för läsare 9–12 år och 2016 Bruno 3000, en humorserie för åldern 6–9 år, samt Varm vinter, uppföljare till Svart sommar (samtliga på Alfabeta Bokförlag). 2018 kom Iskalla Skuggor i ett samarbete med Andreas Palmaer. Tempot är högt i böckerna, karaktärerna är komplexa hjältar och ämnena ofta samhällskritiska på gränsen till politiska.  
Hösten 2010 skrev Anderberg Strollo teaterföreställningen Det tar tid att bli ung som spelas av Molière Ensemblen i projektet De osynliga barnen. Hon är en del av Art Lab Gnesta samt är kulturskribent i Sydsvenskan sedan många år. 2017–2018 var Anderberg Strollo manusredaktör för thrillerseroen Sthlm Rekviem som sändes på TV4 2019. Utöver detta är hon föreläsare på skolor via Kulturförvaltningen / Författarcentrum Öst i diverse regionala projekt såsom Läsning Pågår.
Anderberg Strollo sitter i styrelsen för Sveriges Författarförbund.